# Lansdown Guilding
Lansdown Guilding (9 de mayo de 1797 – 22 de octubre de 1831) fue un religioso, naturalista, curador, botánico y grabador británico.

## Biografía
Era hijo del Reverendo John Guilding y su esposa Sarah. Conocido por sus trabajos sobre la flora y la fauna de la isla de San Vicente, en particular, y en el Caribe en general. Escribió numerosos artículos ilustrados para las revistas de las sociedades científicas de Inglaterra.

## Trabajos
Su libro “An Account of the Botanic Garden in the Island of St. Vincent” (Una Cuenta del Jardín Botánico en la Isla de San Vicente), fue publicado en Glasgow en 1825.
Mantuvo correspondencia con el genial Charles Darwin, proporcionándole notas sobre la historia natural de la región del Caribe.
Salió de San Vicente en 1802 a la edad de cinco años para Inglaterra, estudiando allí y matricularse de Oxford. Regresó a San Vicente en 1817. Su padre murió en 1818 y tomó el trabajo como capellán de la guarnición y se fue a Inglaterra en 1819.
Se convirtió en rector de la iglesia anglicana de San Jorge. A la edad de 20 fue elegido miembro de la Sociedad Linneana de Londres y estaba familiarizado con William J. Hooker y AB Lambert con quien mantuvo correspondencia. Era un excelente artista y grabador y produjo una "Tabla de colores dispuestas para naturalistas" en 1825 que pudo haber sido la primera carta de colores biológica.

## Algunas publicaciones
- 1825. An Account of the Botanic Garden in the Island of St. Vincent. 47 p.[2]

- 1825. "The natural history of Xylocopa teredo and Horia maculata". Transactions of the Linnean Society of London 14: 313-317. Tabla VIII.[3]

- 1825. "Description of a new species of Oncidium". [Leído el 4 de noviembre 1823.] Transactions of the Linnean Society of London 14: 322-324, tabla IX.[4]

## Premios y reconocimientos

### Eponimia
Género
- (Melastomataceae) Guildingia Hook.[5]